# Авлога
Авлога (фин. Vuolejoki, Vuoleenjoki, устаревшие: Вола, Влога, Никулас, Анига, Вуолен-йоки, Явлога, Злога) — река во Всеволожском районе Ленинградской области России. Впадает в Ладожское озеро. Длина реки — 54 км, площадь водосборного бассейна — 385 км².

## География
Авлога вытекает из системы озёр — южного Сювеярви (Глубокое) и северного — Мадалаярви (Мелкое), расположенных около деревни Хиттолово Всеволожского района Ленинградской области. Течёт сначала на север, затем, за деревней Аньялово, расположенной на левом берегу, поворачивает на северо-восток, а затем на восток. На левом берегу расположена деревня Матокса. До и после Матоксы река течёт в овраге. За оврагом на правом берегу расположена упразднённая деревня Волоярви, за которой Авлога резко поворачивает на север, параллельно берегу Ладожского озера. Далее на правом берегу реки расположена упразднённая деревня Нясино, за которой, в 12 км от устья, Авлога принимает крупный левый приток Ватйоки и снова уходит в овраг. Затем, в 7,9 км от устья, в ныне упразднённой деревне Верхние Никулясы, в Авлогу впадает крупный левый приток Сокилов. Река выходит из оврага за четыре километра до впадения в Ладожское озеро севернее мыса Максимова. В устье реки располагалась ныне упразднённая деревня Нижние Никулясы. Сейчас в устье реки находится, огороженная молами, небольшая гавань и причал. Всё течение реки находится во Всеволожском районе.

## История
Как и весь Карельский перешеек, территории, по которым протекает Авлога, до XVIII века постоянно переходили из рук в руки между Россией и Швецией. Известно, что в 1702 году (перед окончательным установлением власти России) русский отряд под предводительством графа П. А. Апраксина, поднявшись на судах из Ладожского озера по реке Авлоге, напал на шведскую мызу, существовавшую в деревне Матокса, и взял в плен её хозяина.

Река Влога, так же как и Морья, воду имеет в себе чёрную и по мелкости своей в самом устье пристанища нарочитым судам не дает. К устью её сплавливается по ней великое множество дров, которые для отсылки в С.-Петербург укладываются там на плоты. (1792 год).

## Данные водного реестра
По данным государственного водного реестра России относится к Балтийскому бассейновому округу. Водохозяйственный участок реки — водные объекты бассейна оз. Ладожское без рр. Волхов, Свирь и Сясь. Речной подбассейн реки — Нева и реки бассейна Ладожского озера (без подбассейна Свирь и Волхов, российская часть бассейнов). Относится к речному бассейну реки Нева (включая бассейны рек Онежского и Ладожского озера).
Код объекта в государственном водном реестре — 01040300212102000009157.